# Daniel Altshuller
Daniel Altshuller, född 24 juli 1994 i Ottawa, Ontario, är en kanadensisk före detta professionell ishockeymålvakt.
Han draftades av Carolina Hurricanes i NHL-draften 2012, i tredje rundan som 69:e spelare totalt.

## Extern länk
- Presentation och statistik för Daniel Altshuller som spelare  på Elite Prospects.